# Суфриер (Доминика)
Суфриер (англ. Soufrière) — деревня на юго-западном побережье Доминики. Является административным центром прихода Сент-Марк.

## География и климат
Суфриер находится в 8,2 км к югу от Розо и является административным центром прихода Сент-Марк.
Ландшафт вокруг Суфриера холмистый. Деревня находится на высоте в 34 м. Высочайшая ближайшая точка имеет высоту в 849 м и находится в 1,9 км к северо-востоку от Суфриера.

### Климат
Согласно классификации климатов Кёппена, в Суфриере — муссонный климат (Am).
Среднегодовая температура — 26,3 °C. Самый тёплый месяц — июнь (27,3 °C), а самый холодный — февраль (24,6 °C).
Среднегодовое количество осадков — 2013 мм. Самый влажный месяц — июль (304 мм), а самый засушливый — апрель (79 мм).
| Показатель                    | Янв. | Фев. | Март | Апр. | Май  | Июнь | Июль | Авг. | Сен. | Окт. | Нояб. | Дек. |
| ----------------------------- | ---- | ---- | ---- | ---- | ---- | ---- | ---- | ---- | ---- | ---- | ----- | ---- |
| Средний суточный максимум, °C | 28,7 | 28,9 | 29,8 | 30,4 | 31,3 | 31,2 | 31,2 | 31,3 | 31,5 | 30,9 | 30,3  | 29,4 |
| Средняя температура, °C       | 24,8 | 24,6 | 25,3 | 25,9 | 27   | 27,3 | 27,2 | 27,3 | 27,3 | 26,9 | 26,3  | 25,4 |
| Средний суточный минимум, °C  | 20,9 | 20,4 | 20,8 | 21,5 | 22,7 | 23,5 | 23,2 | 23,4 | 23,2 | 22,9 | 22,4  | 21,4 |
| Норма осадков, мм             | 118  | 81   | 84   | 79   | 106  | 207  | 304  | 246  | 243  | 222  | 187   | 136  |
| Источник: Climate-Data.org    |      |      |      |      |      |      |      |      |      |      |       |      |